# Divisione Nazionale de 1945–46
O Campeonato Italiano de Futebol de 1945–46, denominada oficialmente de Divisione Nazionale 1945-1946, foi a 44.ª edição da principal divisão do futebol italiano e a 14.ª edição da Serie A. O campeão foi o Torino que conquistou seu 3.º título na história do Campeonato Italiano. O artilheiro foi Guglielmo Gabetto, do Torino (22 gols).
Foi a primeira edição realizada após a Segunda Guerra Mundial. As interrupções da guerra e a ocupação americana do Norte da Itália forçaram a divisão do campeonato da Serie A em duas seções, Norte e Sul. Algumas das equipes do Sul que participaram da competição eram da Serie B.

## Campeonato do Norte da Itália – Série A
Campionato Alta Italia Serie A
Logo após a dissolução aliada do Direttorio Divisioni Superiori, os principais clubes do Norte da Itália ocupado pelos EUA o substituíram por uma liga de futebol provisória, a Lega Alta Italia, que organizou a seção local da Serie A.

### Equipes
Modena e Brescia foram promovidos da Serie B.
Sampierdarenese e Andrea Doria renasceram da Liguria e ambos se juntaram a este campeonato como convidados especiais da FIGC para reparar sua fusão forçada pelo governo fascista de 1927.

### Classificação
| Pos. | Equipes            | Pts | J  | V  | E  | D  | GP | GC | SG  | Classificação ou Rebaixamento   |
| ---- | ------------------ | --- | -- | -- | -- | -- | -- | -- | --- | ------------------------------- |
| 1    | Torino             | 42  | 26 | 19 | 4  | 3  | 65 | 18 | 47  | Classificação para a fase final |
| 2    | Internazionale     | 39  | 26 | 17 | 5  | 4  | 52 | 21 | 31  |                                 |
| 3    | Juventus           | 35  | 26 | 13 | 9  | 4  | 52 | 23 | 29  |                                 |
| 4    | Milan              | 30  | 26 | 12 | 6  | 8  | 38 | 36 | 2   | Classificado após o desempate   |
| 5    | Brescia            | 30  | 26 | 12 | 6  | 8  | 38 | 33 | 5   | Desempate                       |
| 6    | Modena             | 26  | 26 | 8  | 10 | 8  | 24 | 22 | 2   |                                 |
| 6    | Bologna            | 26  | 26 | 11 | 4  | 11 | 30 | 33 | –3  |                                 |
| 8    | Triestina          | 23  | 26 | 8  | 7  | 11 | 23 | 32 | −9  |                                 |
| 9    | Atalanta           | 21  | 26 | 7  | 7  | 12 | 21 | 28 | −7  |                                 |
| 9    | Andrea Doria       | 21  | 26 | 7  | 7  | 12 | 25 | 35 | −10 | Dissolvido[a]                   |
| 11   | Vicenza            | 20  | 26 | 8  | 4  | 14 | 28 | 38 | −10 |                                 |
| 12   | Genoa              | 19  | 26 | 6  | 7  | 13 | 21 | 46 | −25 |                                 |
| 13   | Venezia            | 17  | 26 | 4  | 9  | 13 | 19 | 37 | −18 |                                 |
| 14   | Sampierdarenese[b] | 15  | 26 | 5  | 5  | 16 | 19 | 53 | −34 |                                 |

- a. ^ O Sampierdarenese se fundiu novamente com o Andrea Doria no final da temporada, criando a nova Sampdoria.
- b. ^ O Sampierdarenese foi chamado Liguria antes da guerra..

### Desempate
Jogo disputado em Bolonha.
| Equipe 1 | Resultado | Equipe 2 |
| -------- | --------- | -------- |
| Brescia  | 1–1       | Milan    |

Repetição
Jogo disputado em Módena.
| Equipe 1 | Resultado | Equipe 2 |
| -------- | --------- | -------- |
| Brescia  | 1–2       | Milan    |

## Campeonato do Centro e do Sul da Itália – Série A e B
Campionato Centro-Sud Serie A-B

### Equipes
Bari havia sido rebaixado para a Serie B, mas a FIGC anulou a mudança por motivos de guerra.

### Convidados da Serie B
Palermo havia sido rebaixado para a Serie C mas a FIGC anulou a mudança por motivos de guerra.
Salernitana havia sido promovido da Serie C.
Pisa recebeu uma pausa especial por seus enormes danos de guerra. O M.A.T.E.R. foi dissolvido.

### Classificação
| Pos. | Equipes     | Pts | J  | V  | E | D  | GP | GC | SG  | Classificação ou Rebaixamento                             |
| ---- | ----------- | --- | -- | -- | - | -- | -- | -- | --- | --------------------------------------------------------- |
| 1    | Napoli      | 28  | 20 | 11 | 6 | 3  | 28 | 10 | 18  | Promovido para a Serie A e classificado para a fase final |
| 1    | Bari        | 28  | 20 | 13 | 2 | 5  | 31 | 21 | 10  | Classificação para a fase final                           |
| 3    | Roma        | 27  | 20 | 10 | 7 | 3  | 28 | 17 | 11  | Classificação para a fase final                           |
| 4    | Livorno     | 26  | 20 | 10 | 6 | 4  | 30 | 15 | 15  | Classificação para a fase final                           |
| 5    | Fiorentina  | 23  | 20 | 10 | 3 | 7  | 32 | 16 | 16  |                                                           |
| 6    | Pescara     | 18  | 20 | 6  | 6 | 8  | 27 | 26 | 1   |                                                           |
| 7    | Lazio       | 17  | 20 | 6  | 5 | 9  | 19 | 19 | 0   |                                                           |
| 7    | Palermo     | 17  | 20 | 6  | 5 | 9  | 16 | 23 | −7  |                                                           |
| 9    | Salernitana | 14  | 20 | 5  | 4 | 11 | 20 | 32 | −12 |                                                           |
| 10   | Siena       | 13  | 20 | 2  | 9 | 9  | 13 | 36 | −23 |                                                           |
| 11   | Anconitana  | 9   | 20 | 3  | 3 | 14 | 12 | 41 | −29 | Readmitido na Serie B                                     |

## Fase final

### Classificação
| Pos. | Equipes        | Pts | J  | V  | E | D  | GP | GC | SG  | Classificação ou Rebaixamento |
| ---- | -------------- | --- | -- | -- | - | -- | -- | -- | --- | ----------------------------- |
| 1    | Torino         | 22  | 14 | 11 | 0 | 3  | 43 | 14 | 29  | Campeão                       |
| 2    | Juventus       | 21  | 14 | 9  | 3 | 2  | 31 | 8  | 23  |                               |
| 3    | Milan          | 16  | 14 | 7  | 2 | 5  | 25 | 16 | 9   |                               |
| 4    | Internazionale | 14  | 14 | 6  | 2 | 6  | 20 | 16 | 4   |                               |
| 5    | Napoli         | 13  | 14 | 5  | 3 | 6  | 19 | 27 | −8  |                               |
| 6    | Roma           | 11  | 14 | 4  | 3 | 7  | 16 | 22 | −6  |                               |
| 7    | Livorno        | 10  | 14 | 4  | 2 | 8  | 13 | 35 | −22 |                               |
| 8    | Bari           | 5   | 14 | 1  | 3 | 10 | 6  | 35 | −29 |                               |

## Premiação
| Divisione Nazionale de 1945–46 |
| Piemonte                       |
| ------------------------------ |
| TORINO Campeão (3.º título)    |

## Artilheiros
| Pos. | Jogador             | Equipe         | Gols |
| ---- | ------------------- | -------------- | ---- |
| 1    | Guglielmo Gabetto   | Torino         | 22   |
| 2    | Eusebio Castigliano | Torino         | 20   |
| 3    | Romano Penzo        | Internazionale | 18   |
| 4    | Enrico Candiani     | Internazionale | 17   |
| 5    | Silvio Piola        | Juventus       | 16   |
| 5    | Aredio Gimona       | Milan          | 16   |
| 5    | Valentino Mazzola   | Torino         | 16   |
| 5    | Ezio Loik           | Torino         | 16   |
| 9    | Dante Di Benedetti  | Bari           | 14   |
| 10   | Giuseppe Baldini    | Andrea Doria   | 13   |
| 11   | Mario Gritti        | Fiorentina     | 12   |
| 12   | Engelbert König     | Lazio          | 11   |